# Solaster
Genre
Solaster est un genre d'étoiles de mer (Asteroidea) de la famille des Solasteridae.

## Caractéristiques

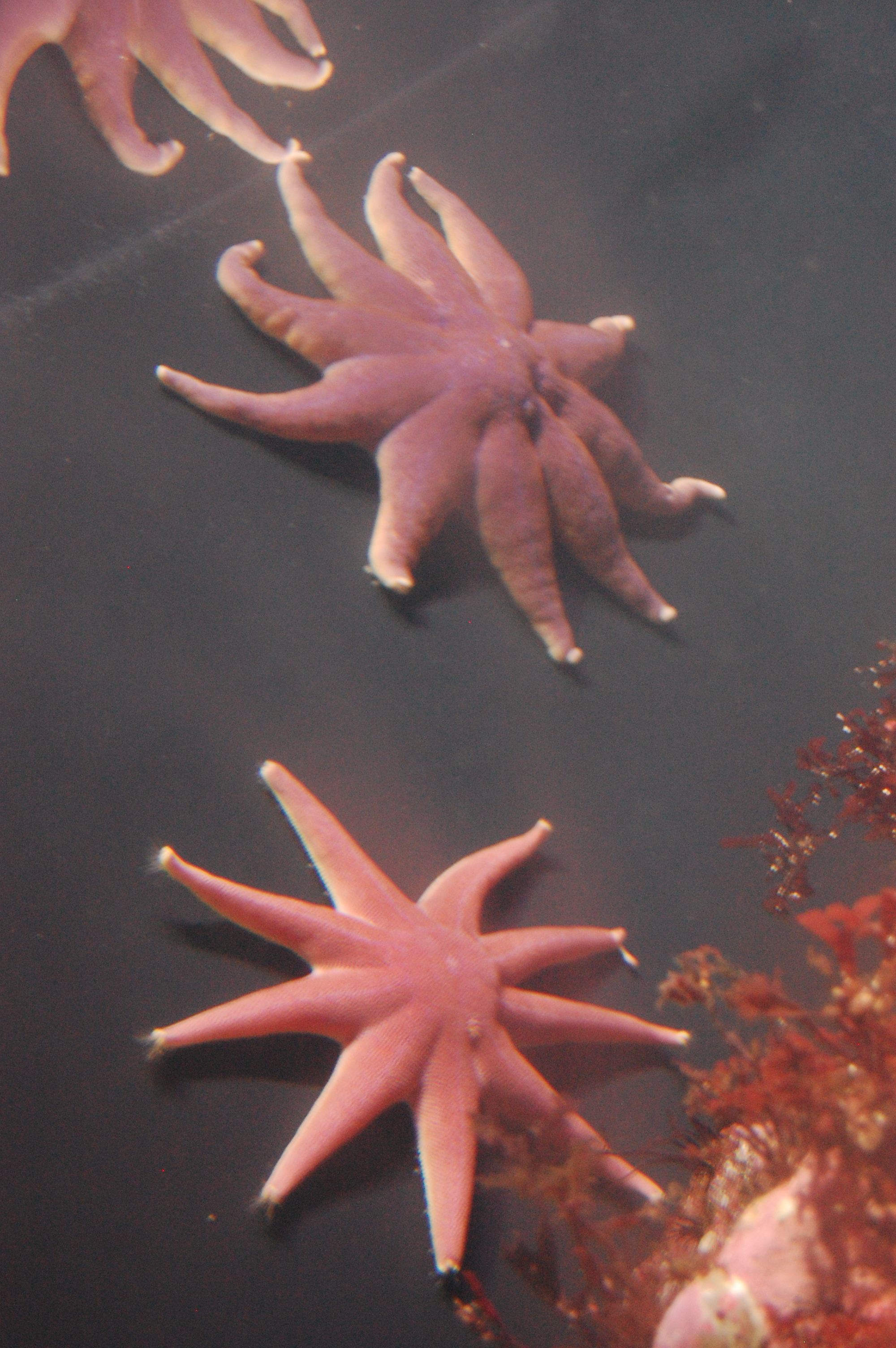
Solaster endeca

La plupart des espèces de ce genre sont de grandes étoiles aux nombreux bras, qui vivent dans les eaux froides ou profondes.
Ces étoiles sont des prédateurs carnivores voraces. Elles ont la particularité de se nourrir principalement d'autres étoiles de mer, y compris au sein de leur groupe : Solaster dawsoni se nourrit ainsi préférentiellement de Solaster stimpsoni mais aussi d'Asterias.

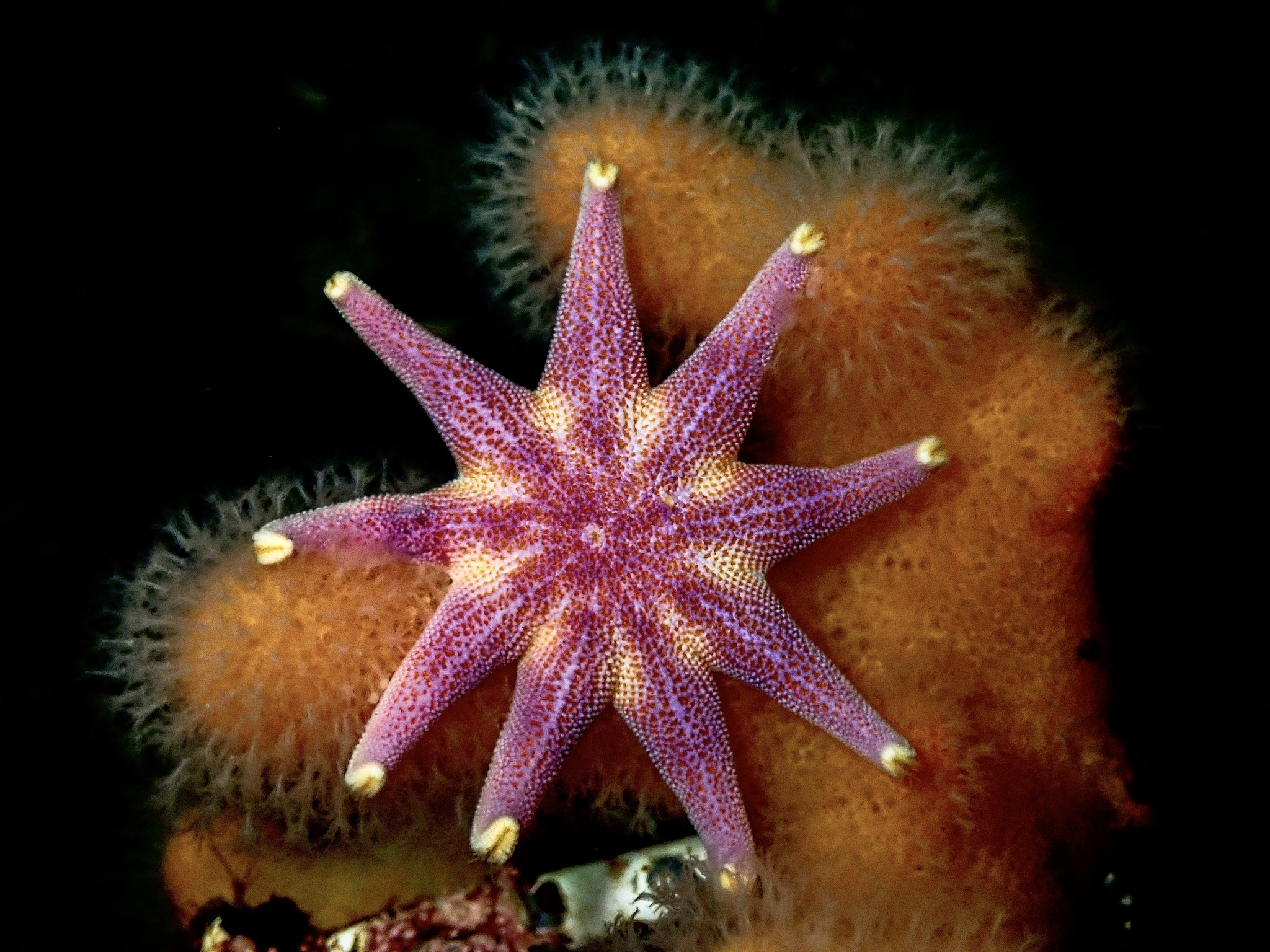
Solaster endeca
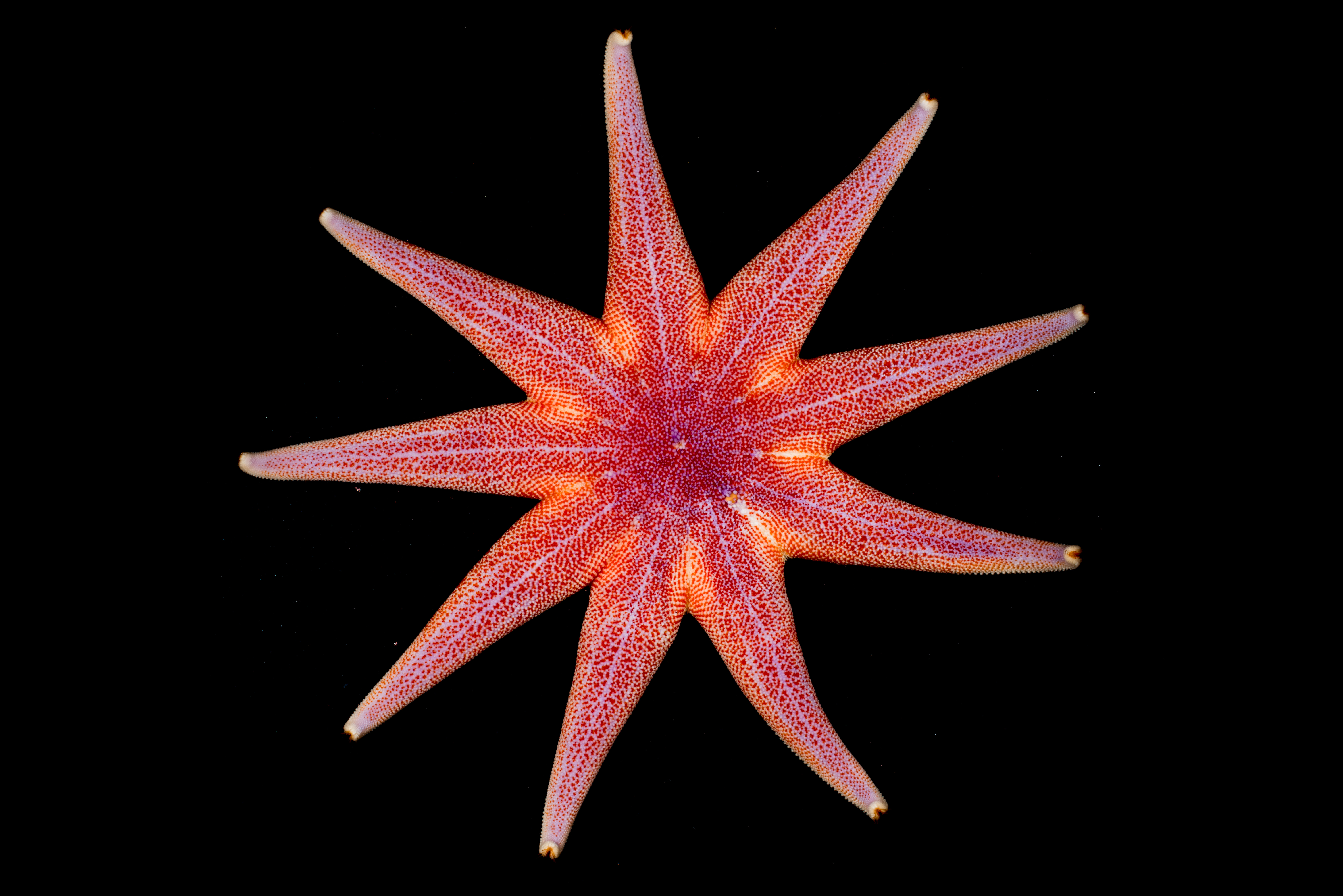
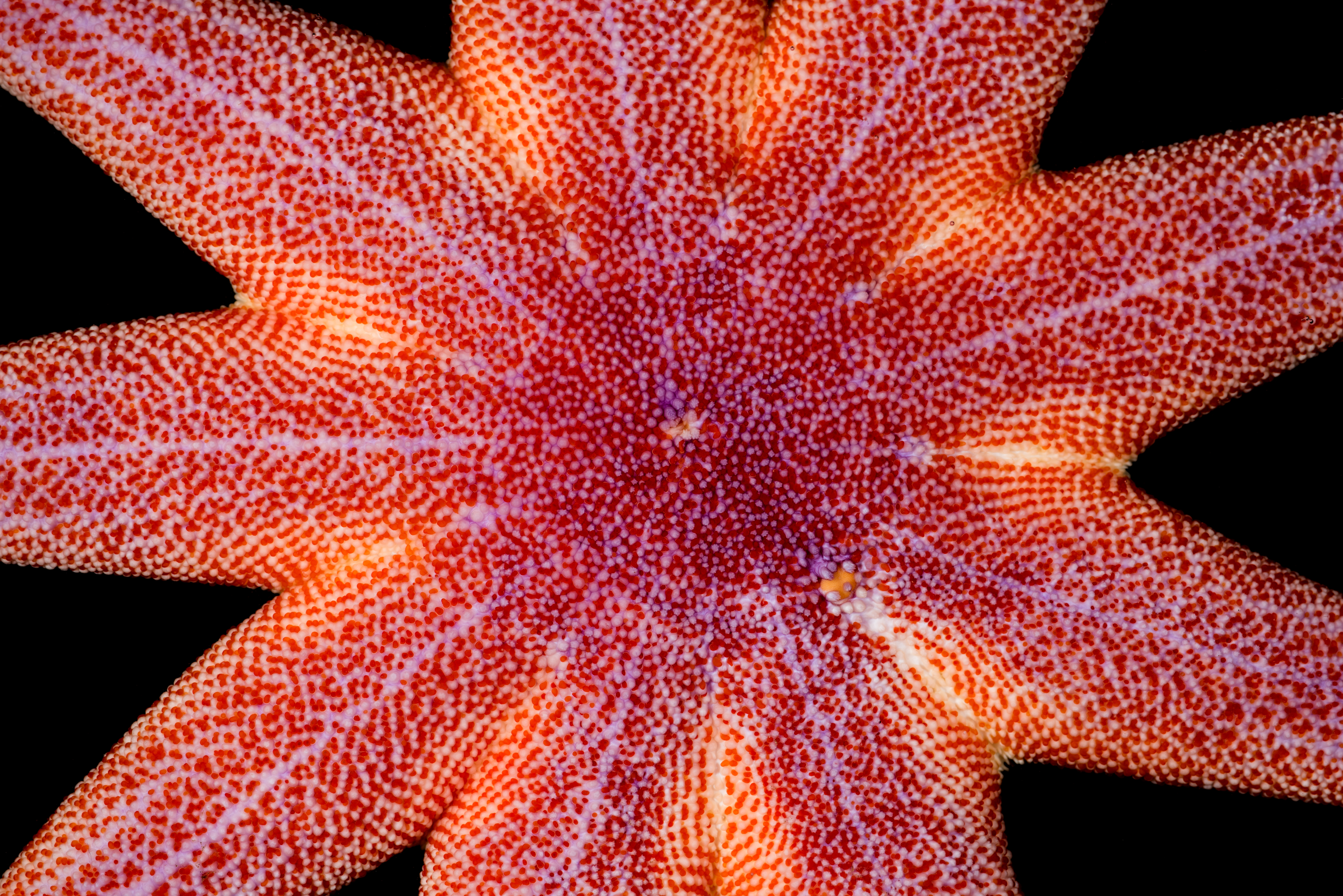
Détail du disque central.
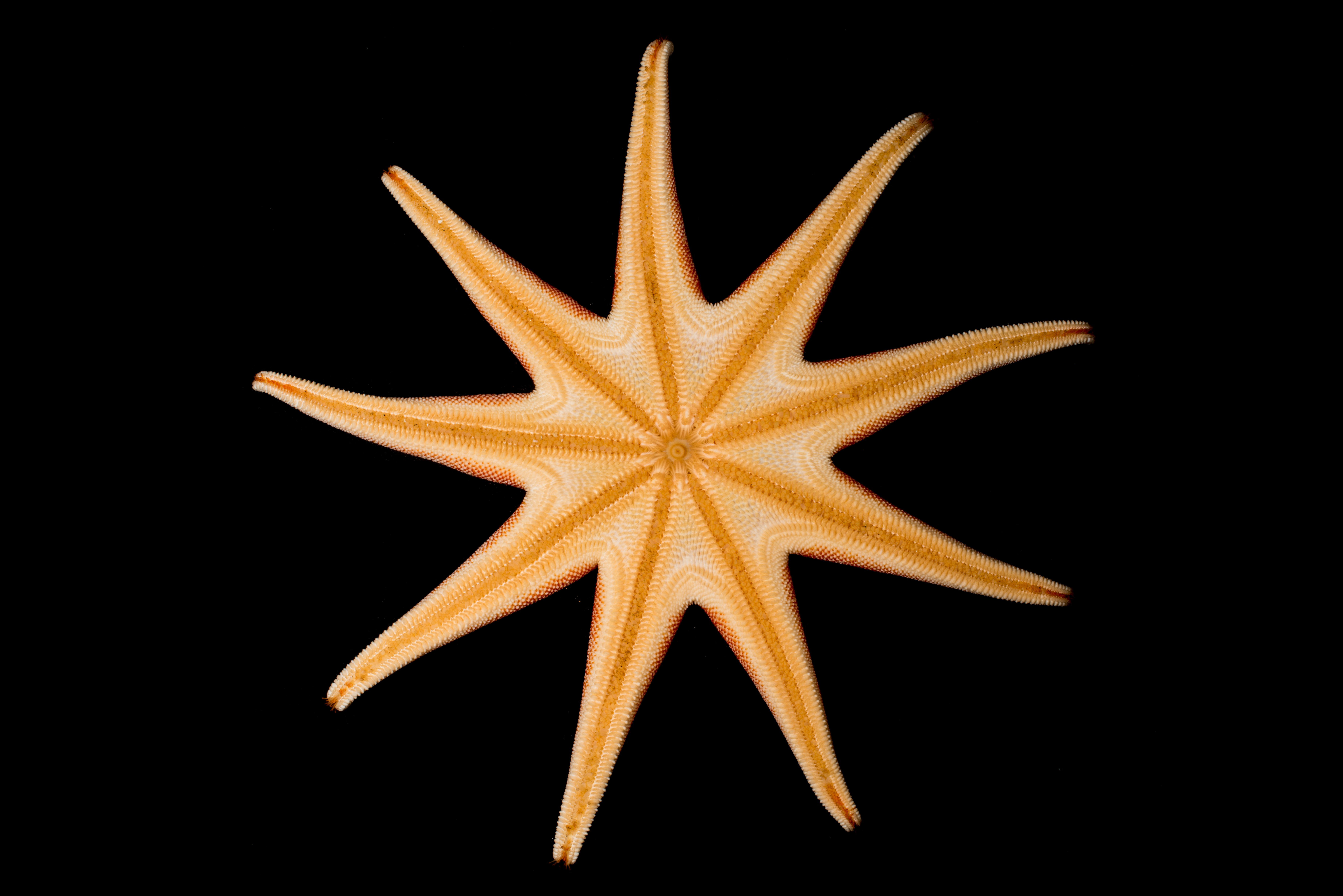
Face orale.
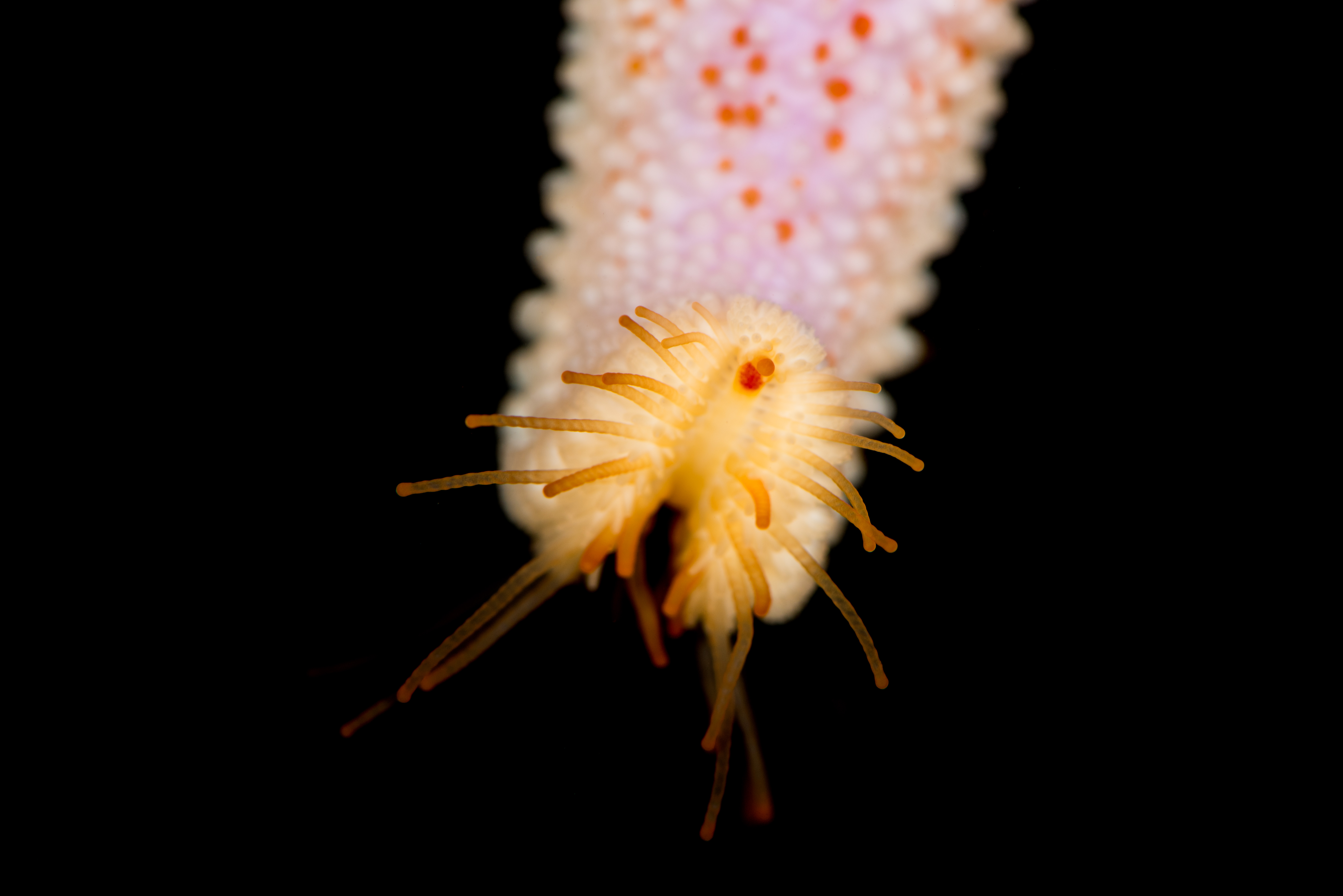
Détail de pointe de bras.

## Liste d'espèces
| Selon World Register of Marine Species (26 décembre 2013) : ... - Solaster abyssicola Verrill, 1885 -- Atlantique ouest - Solaster benedicti Verrill, 1894 -- Atlantique nord-ouest - Solaster caribbaeus Verrill, 1915 -- Golfe du Mexique - Solaster dawsoni Verrill, 1880 -- Pacifique nord - Solaster earlli Verrill, 1879 -- Atlantique nord-ouest - Solaster endeca (Linnaeus, 1771) -- Circumpolaire arctique - Solaster exiguus Fisher, 1910 -- Côte californienne - Solaster glacialis Danielssen & Koren, 1881 -- Circumpolaire arctique - Solaster haliplous Djakonov, 1958 -- Sibérie orientale - Solaster hexactis Clark & Jewett, 2011 -- Îles Aléoutiennes - Solaster hypothryssus Fisher, 1910 -- Pacifique nord-est - Solaster intermedius Hayashi, 1939 -- Japon - Solaster namakae Mah, 2022 -- Pacifique nord - Solaster notophrynus Downey, 1971 -- Caraïbes et peut-être circumpolaire antarctique voire cosmopolite - Solaster pacificus Djakonov, 1938 -- Sibérie orientale - Solaster paxillatus Sladen, 1889 -- Pacifique nord - Solaster regularis Sladen, 1889 -- Circumpolaire antarctique - Solaster spectabilis Clark & Jewett, 2011 -- Îles Aléoutiennes - Solaster stimpsoni Verrill, 1880 -- Pacifique nord - Solaster syrtensis Verrill, 1894 -- Atlantique nord-ouest et Arctique - Solaster torulatus Sladen, 1889 -- Nouvelle-Zélande - Solaster tropicus Fisher, 1913 -- Indo-Pacifique central (profond) - Solaster uchidai Hayashi, 1939 -- Japon | Selon ITIS (26 décembre 2013) : - Solaster borealis (Fisher, 1906) - Solaster caribbaeus - Solaster dawsoni Verrill, 1880 - Solaster endeca (Linnaeus, 1771) - Solaster exiguus Fisher, 1910 - Solaster hypothrissus Fisher, 1910 - Solaster notophrynus - Solaster paxillatus Sladen, 1889 - Solaster squamatus Doderlein, 1900 - Solaster stimpsoni Verrill, 1880 - Solaster syrtensis |

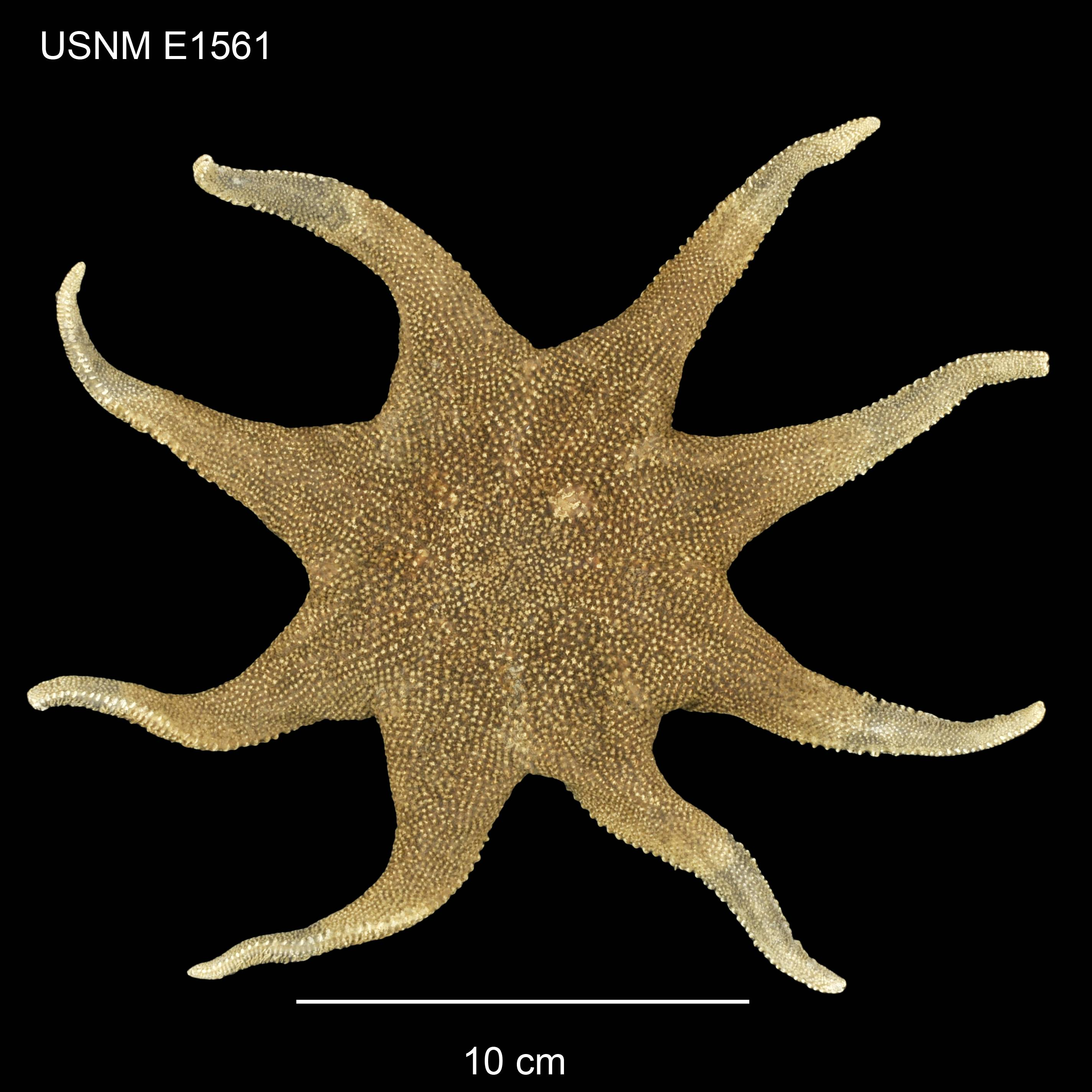
Solaster abyssicola (USNM)
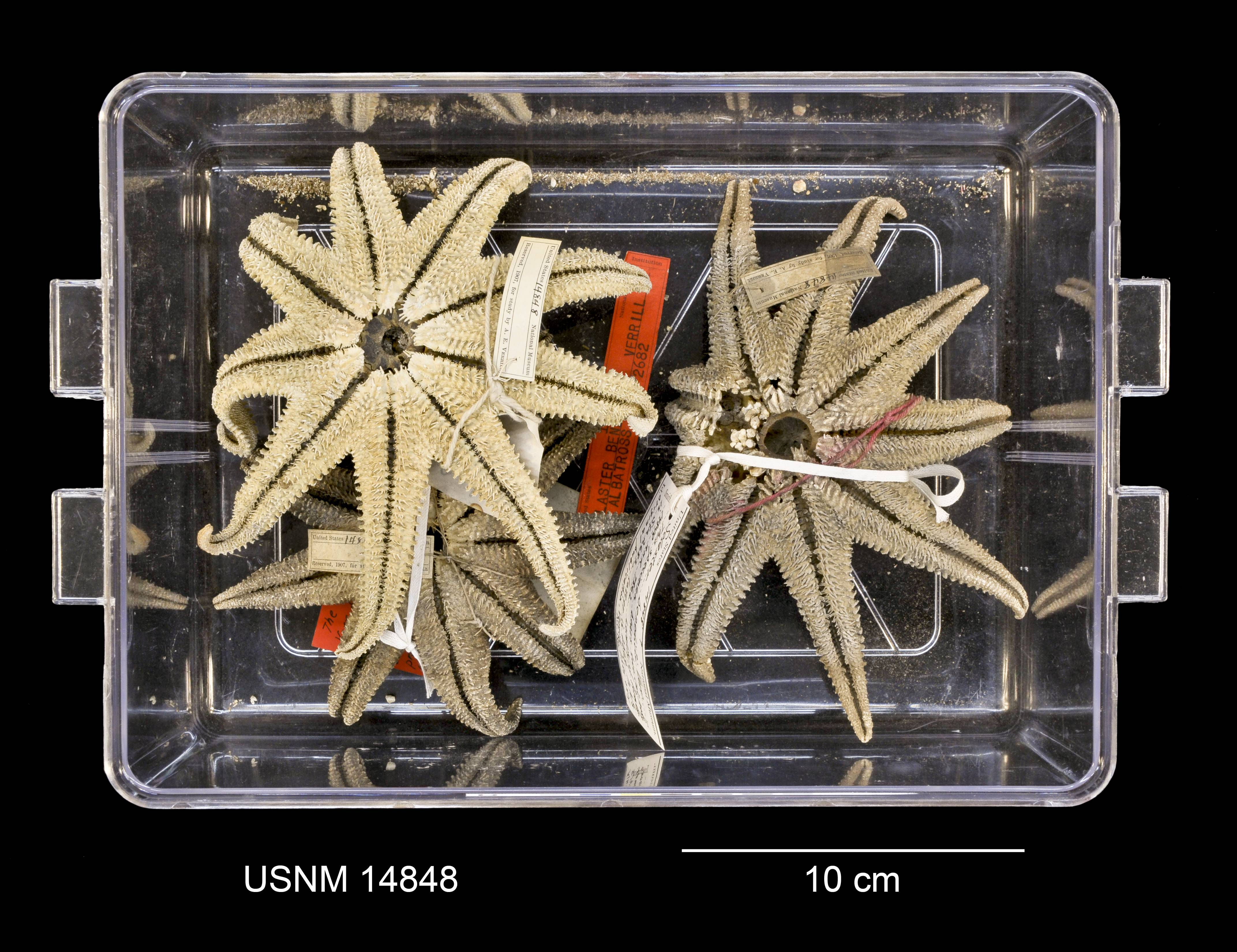
Solaster benedicti (USNM)
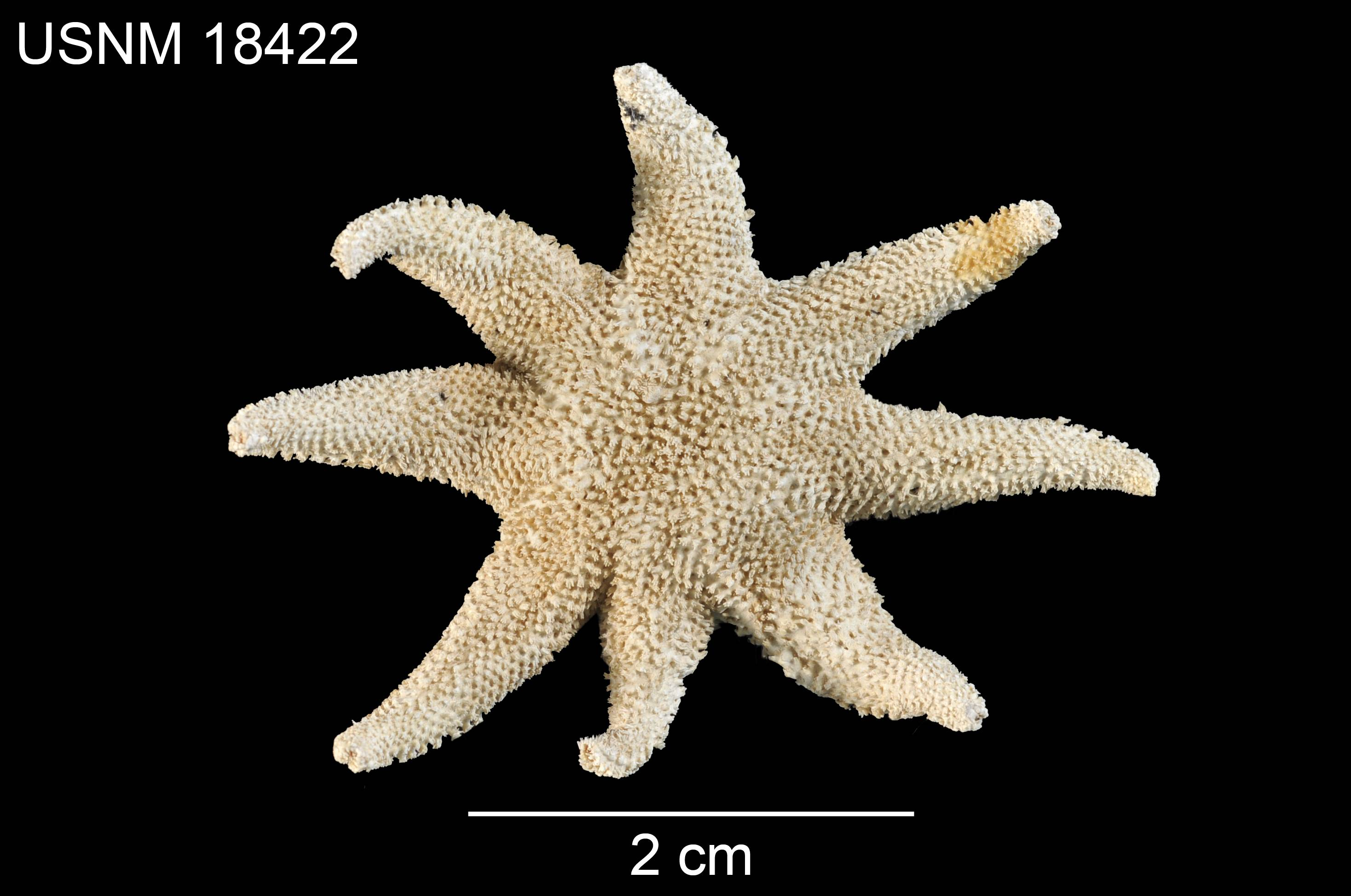
Solaster caribbaeus (USNM)
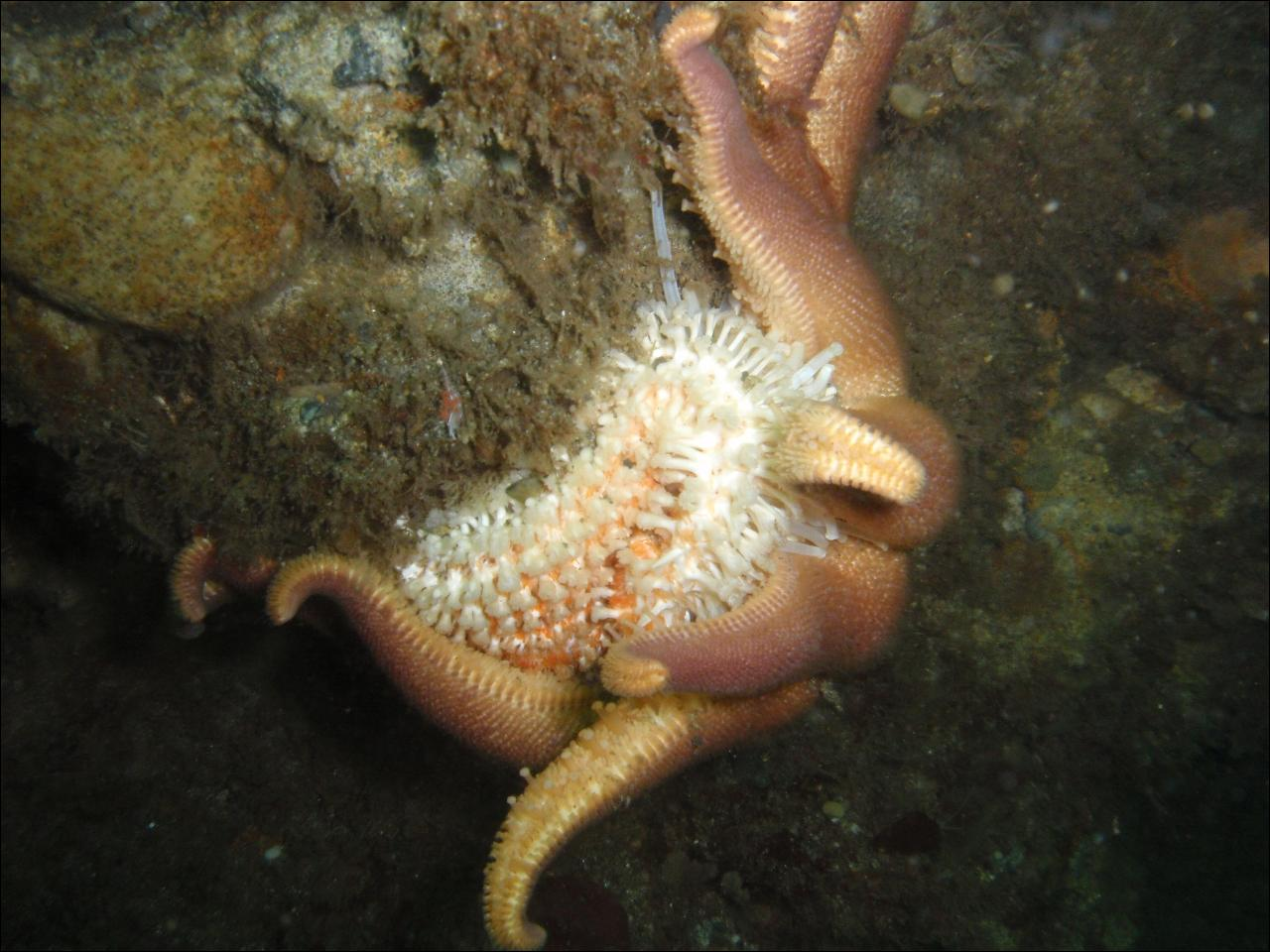
Solaster dawsoni
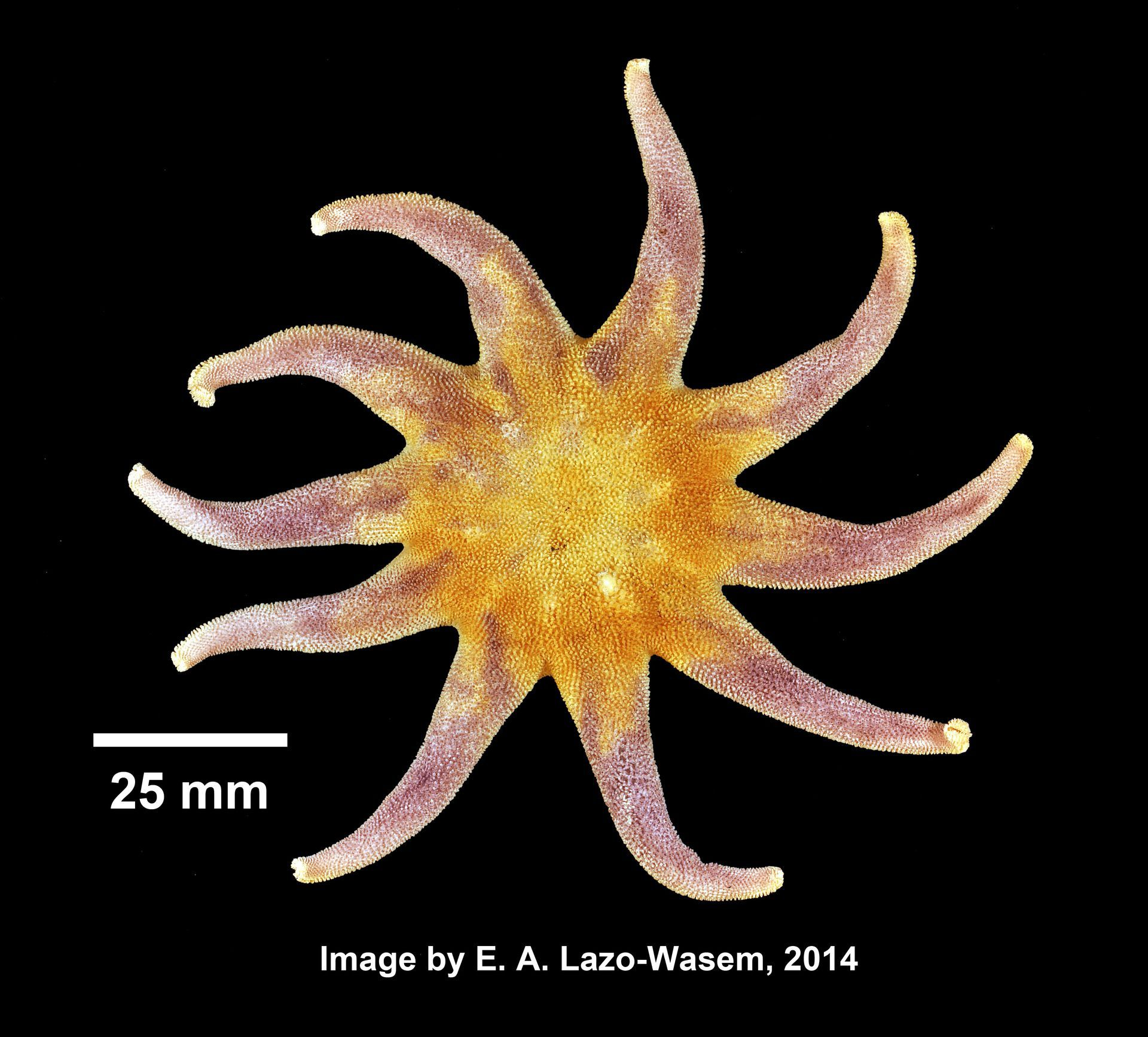
Solaster endeca
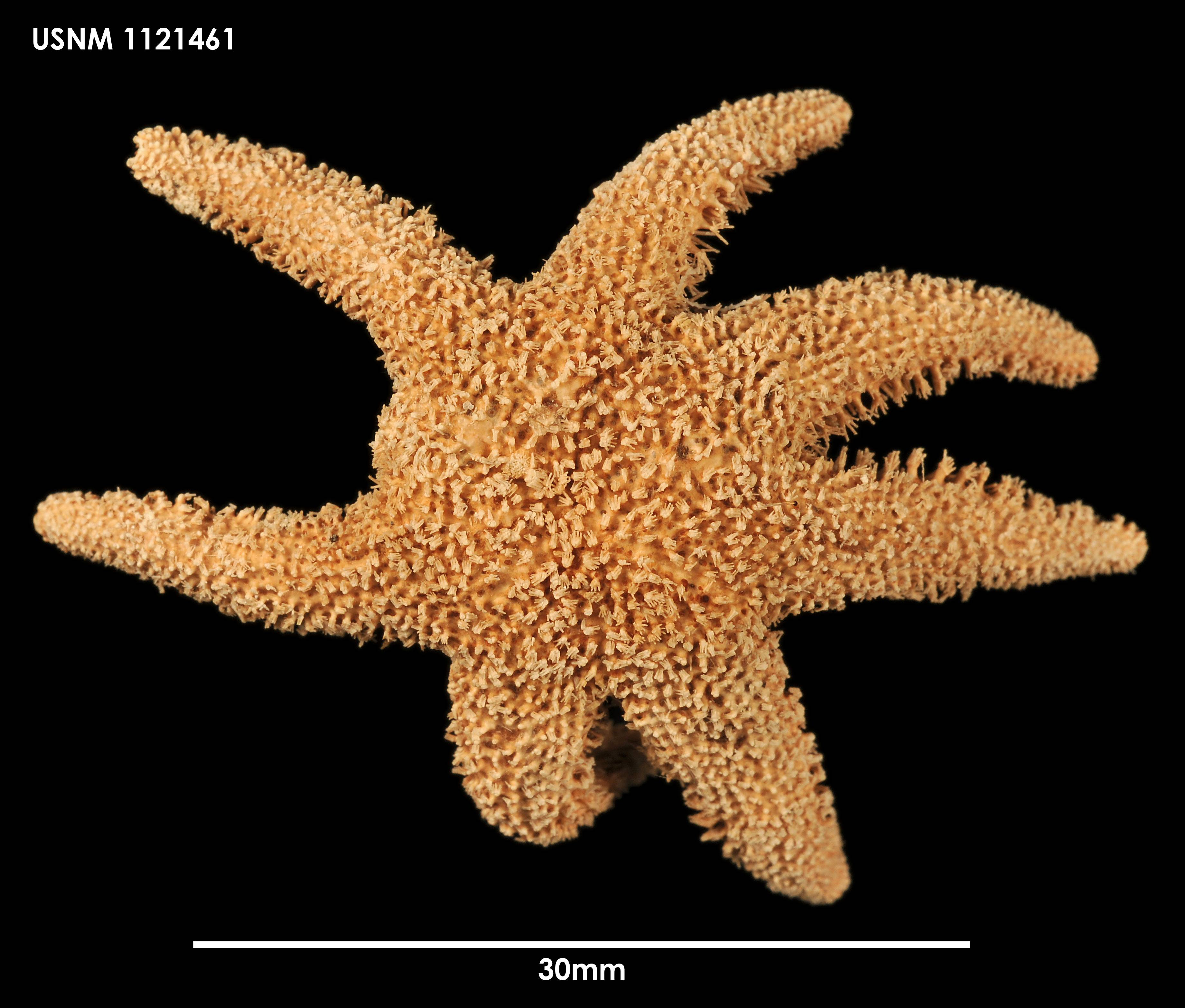
Solaster longoi (USNM)
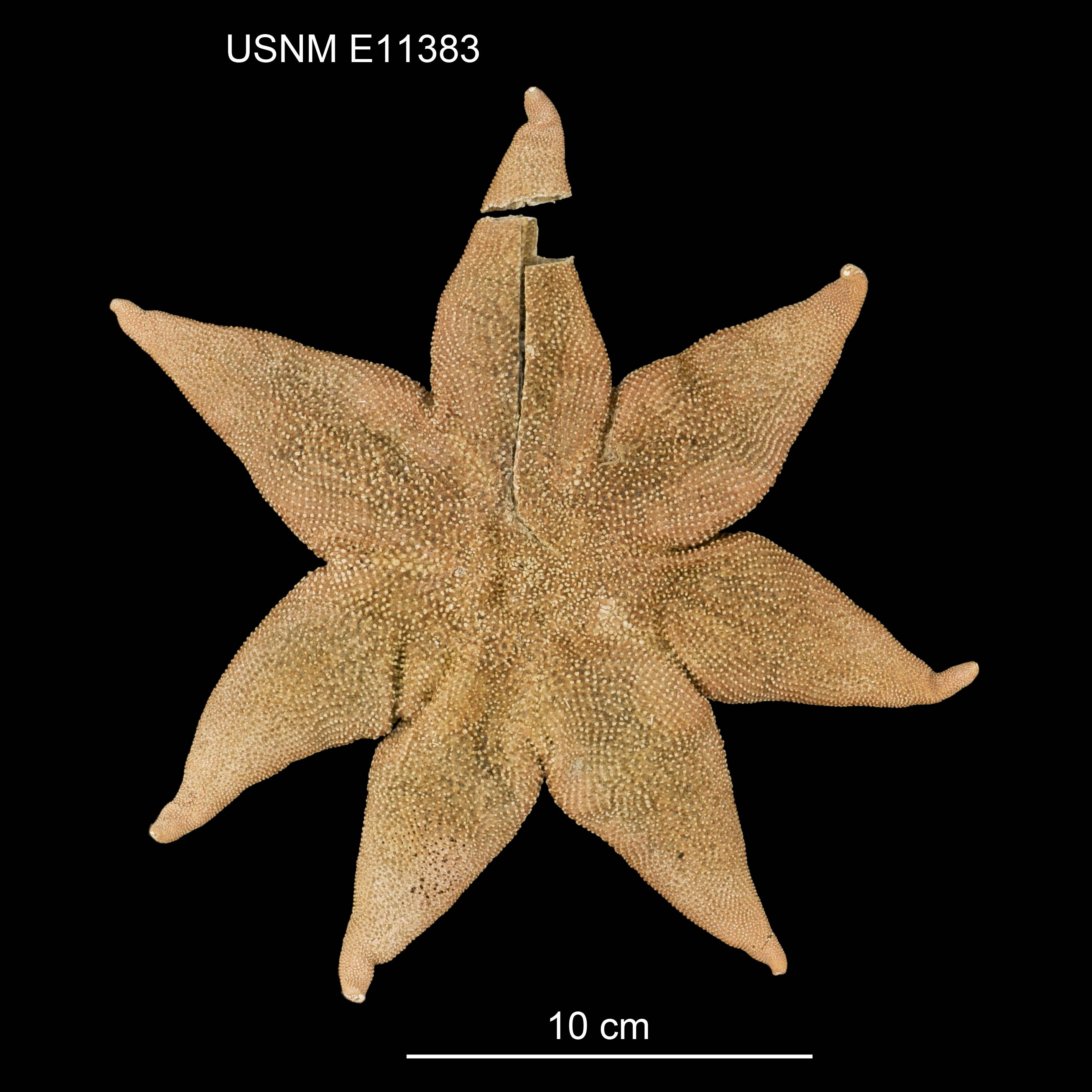
Solaster notophrynus (USNM)
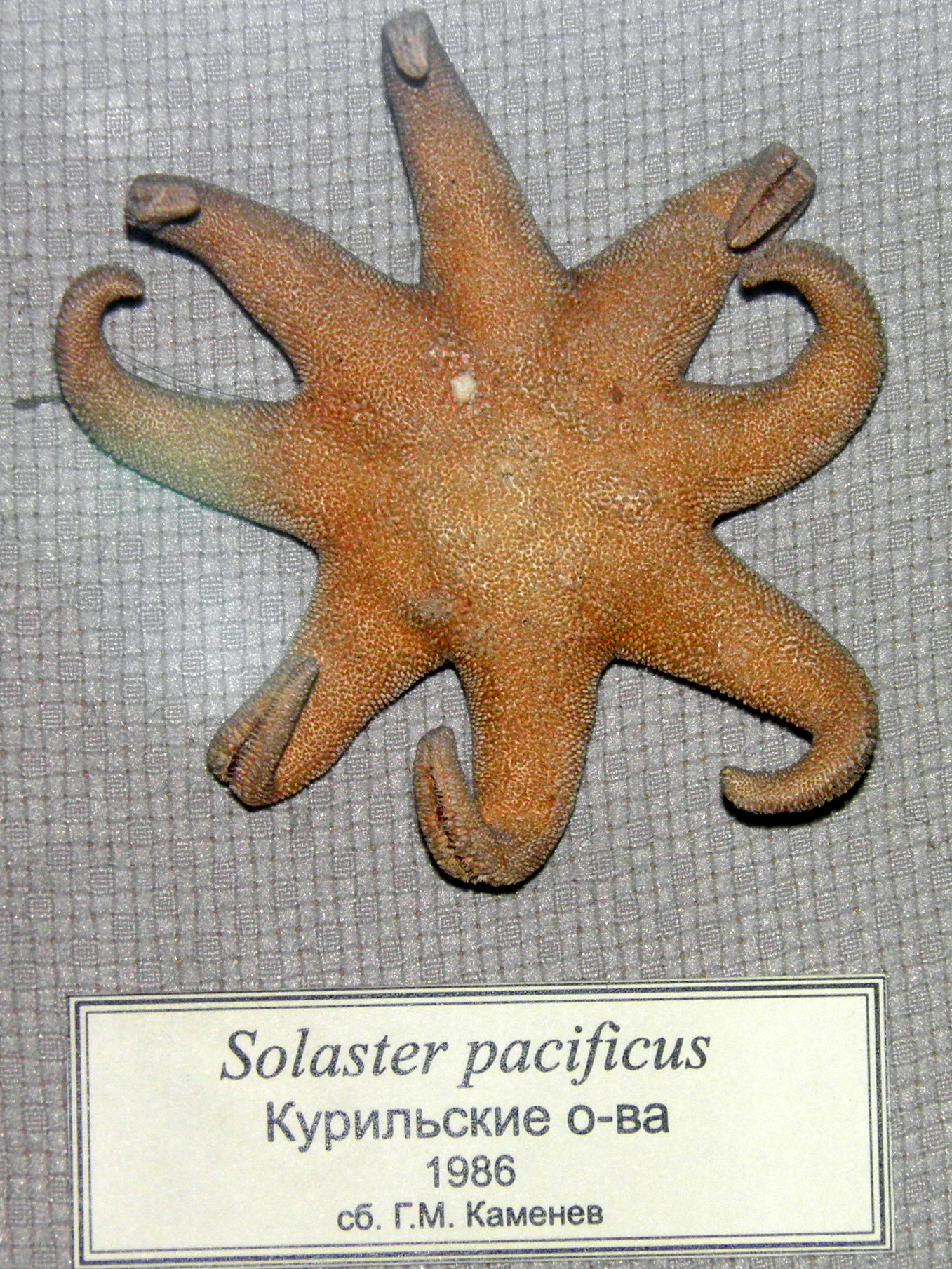
Solaster pacificus
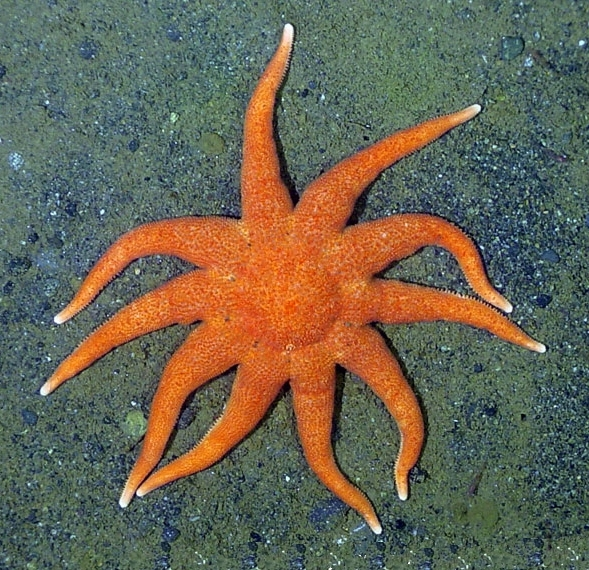
Solaster paxillatus
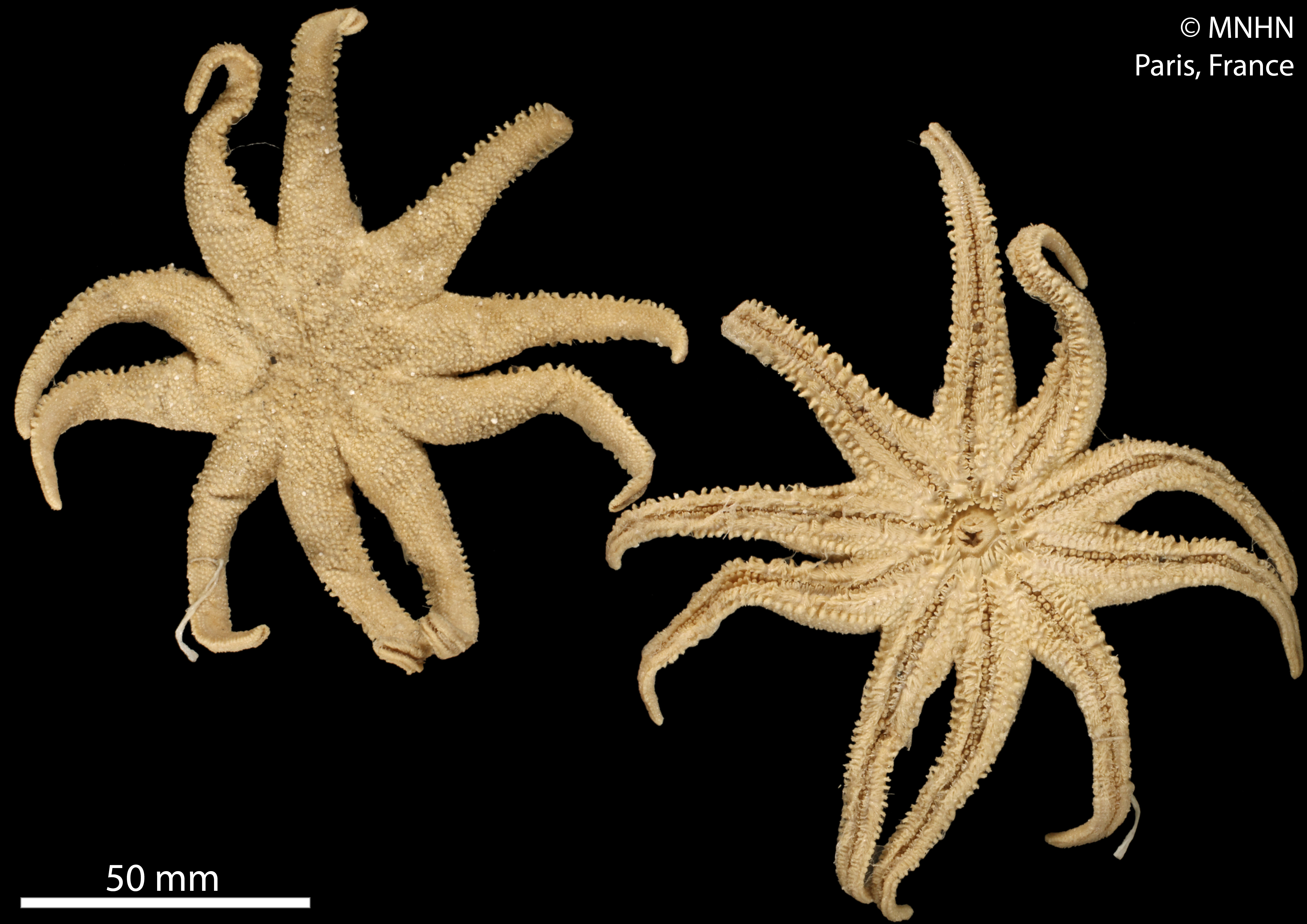
Solaster regularis (MNHN)
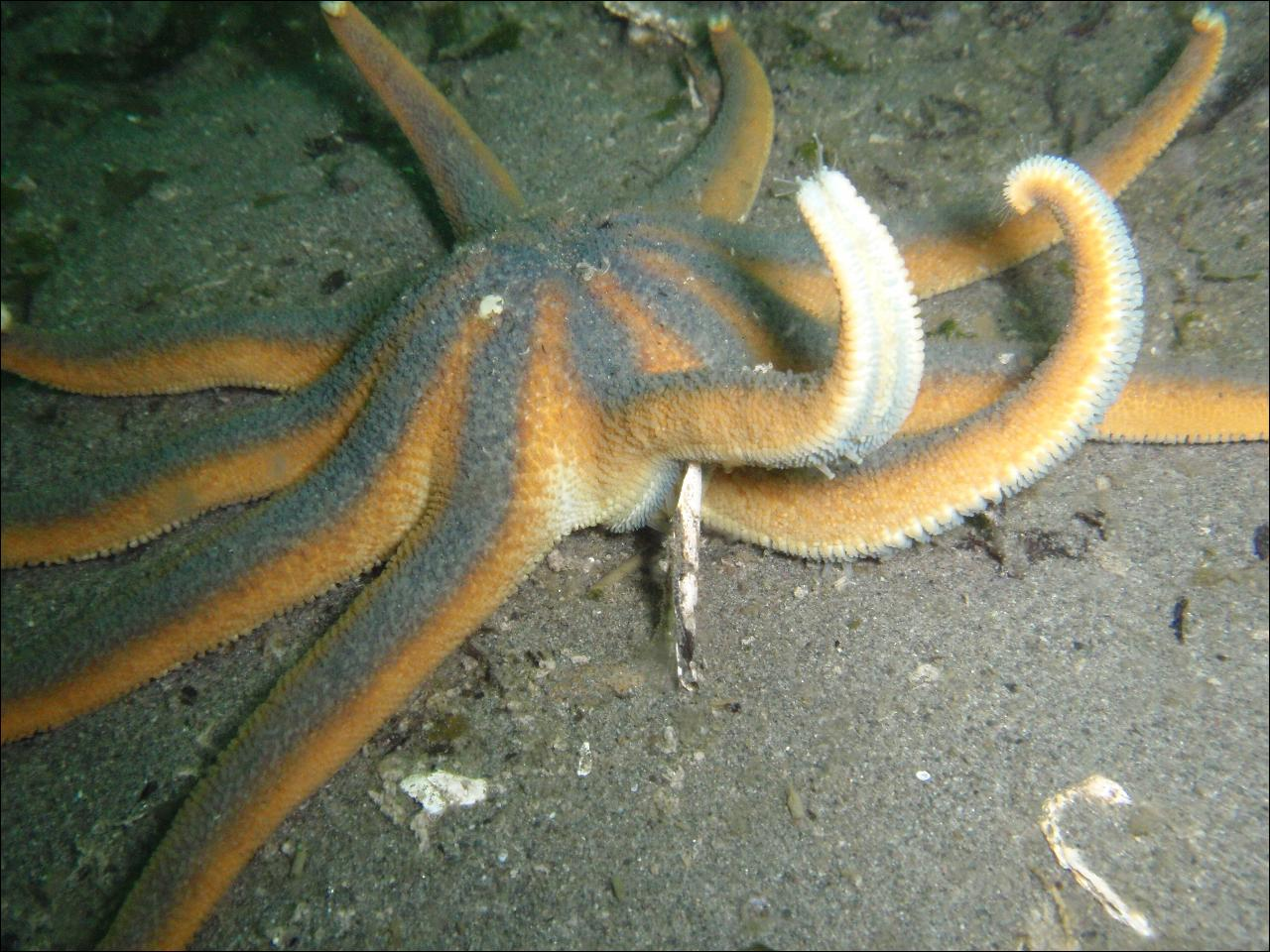
Solaster stimpsoni
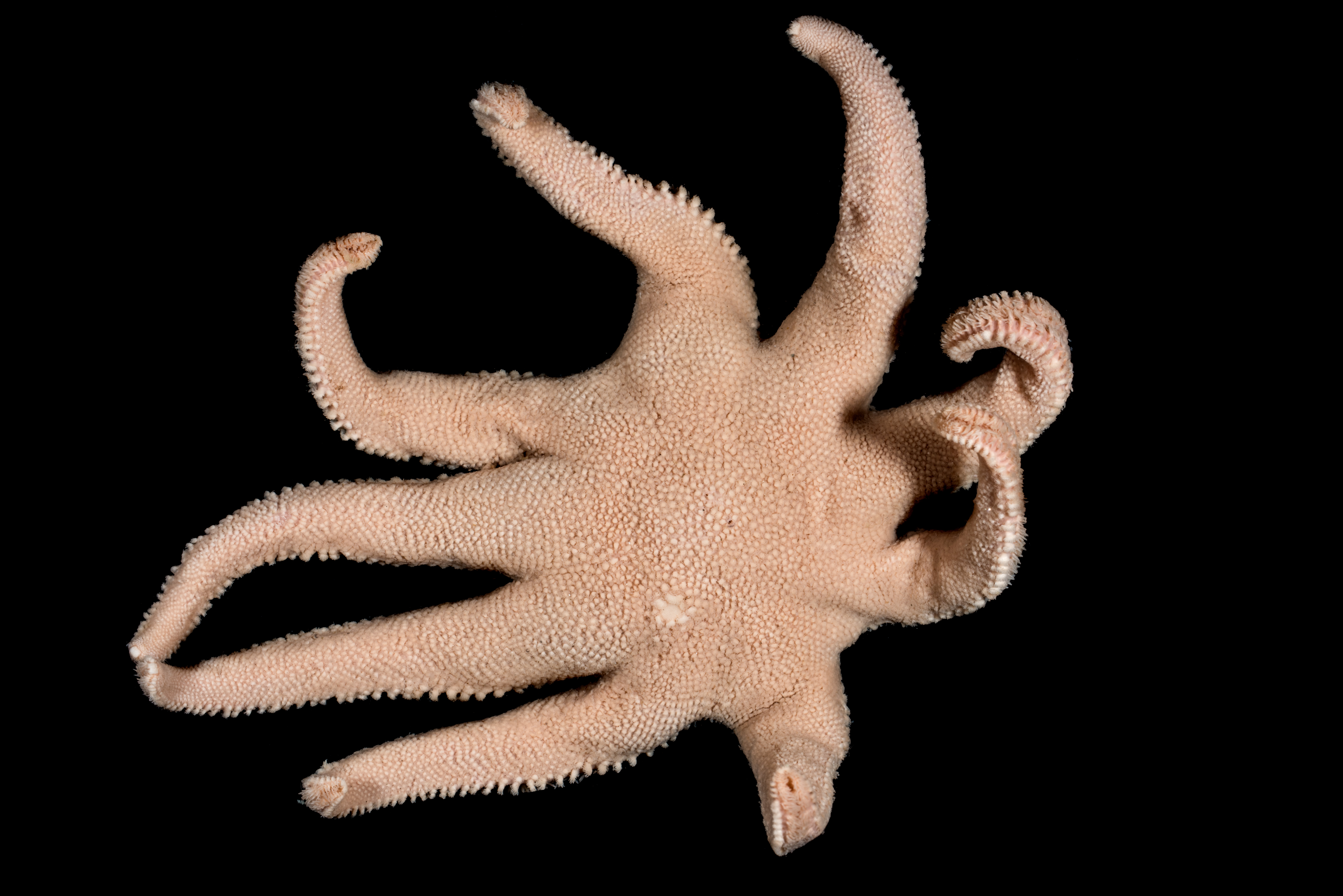
Solaster syrtensis